# Ad tempus concessa post tempus censentur denegata
Ad tempus concessa post tempus censentur denegata ist ein Begriff der lateinischen Rechtssprache. Er bedeutet inhaltlich, dass das, was auf Zeit eingeräumt ist, nach Ablauf der Zeit automatisch verwehrt wird. (Codex Justinianus 10, 61, 1). Die Kontraposition (Im Recht auch Umkehrschluss genannt) lautet: Ad tempus prohibitum post illud tempus censetur permissum; was auf Zeit verboten ist, wird nach Ablauf der Zeit als erlaubt erachtet.

## Sonstiges
- Latein im Recht